# Dany Vandenbossche
Dany Vandenbossche (Brugge, 2 april 1956 – Gent, 1 december 2013) was een Belgisch politicus.

## Levensloop
Hij behaalde in 1979 een licentie in de rechten en criminologie, beide aan de Rijksuniversiteit Gent. In 1979 werd hij aan de Rijksuniversiteit Gent assistent van de rechtsfaculteit, wat hij bleef tot in 1990. Als specialist in Engels strafrecht was Vandenbossche tevens actief als advocaat aan de Balie van Londen, waarbij hij na het Heizeldrama van mei 1985 optrad als raadsman voor de Engelse voetbalclub Liverpool FC. Hij was docent aan de Bestuursacademie Oost-Vlaanderen en de Hogeschool Gent.
Van 1987 tot 1988 was Vandenbossche juridisch adviseur van de SP-fractie in de Senaat. Vervolgens was hij juridisch adviseur en adjunct-kabinetschef van minister Louis Tobback en adjunct-kabinetschef van Vlaams minister Luc Van den Bossche. Van 1993 tot 1995 was hij directeur van de Vereniging van de Vlaamse Provincies.
Als lid van de partij SP en daarna sp.a werd hij in de lokale politiek ondervoorzitter van het OCMW van Gent van 1990 tot 1995. Daarop aansluitend was hij er tot 2006 gemeenteraadslid en van januari 1995 tot januari 1996 schepen van Cultuur.
In mei 1995 deed hij tevens zijn intrede in de Kamer van volksvertegenwoordigers, een functie die hij uitoefende tot juni 1999. Hij zetelde in de commissie Justitie en was ook actief in de onderzoekscommissie naar de zaak-Dutroux. Bij de tweede rechtstreekse Vlaamse verkiezingen van 13 juni 1999 werd hij verkozen in de kieskring Gent-Eeklo. Van 1999 tot 2004 was hij ondervoorzitter van de commissie voor Cultuur, Media en Sport. Ook na de volgende Vlaamse verkiezingen van 13 juni 2004 legde hij begin juli 2004 opnieuw de eed af als Vlaams volksvertegenwoordiger als opvolger van Freya Van den Bossche, die aan haar mandaat verzaakte. Van 2004 tot 2009 was hij voorzitter van de commissie voor Cultuur, Jeugd, Sport en Media en lid van de commissie Binnenlandse Aangelegenheden, Bestuurszaken en Institutionele en Bestuurlijke Hervorming. In 2007 werd hij gedurende enkele maanden door het Vlaams Parlement aangewezen als gemeenschapssenator in de Senaat. Van november 2007 tot juni 2009 maakte hij als secretaris deel uit van het Bureau (dagelijks bestuur) van het Vlaams Parlement. Vanaf 15 juli 2009 mocht hij zich ere-Vlaams volksvertegenwoordiger noemen. Die eretitel werd hem toegekend door het Bureau (dagelijks bestuur) van deze assemblee.
Op 11 juni 2004 ontving hij de titel ridder in de Leopoldsorde. Vandenbossche verliet de politiek toen zijn partij hem bij de verkiezingen van 2009 geen verkiesbare plaats aanbood. Na zijn politieke carrière schreef hij een column voor De Gentenaar onder de titel 'Da moe kunnen in Gent' en werd hij actief in de culturele sector, met bestuursfuncties bij Film Fest Gent, het Vlaams Audiovisueel Fonds, het Bijloke Muziekcentrum, de Vlaamse Kunstcollectie en de Stichting Raoul Servais.
Dany Vandenbossche overleed onverwachts op 1 december 2013. Enkele weken voor zijn overlijden werd Vandenbossche de nieuwe voorzitter van het Louis Paul Boongenootschap. Hij was ook van 2012 tot 2013 voorzitter van het Vermeylenfonds. Daarnaast was hij in mei 2013 medeoprichter van de denktank Metis en ondervoorzitter van de koepel van vrijzinnige verenigingen, demens.nu.

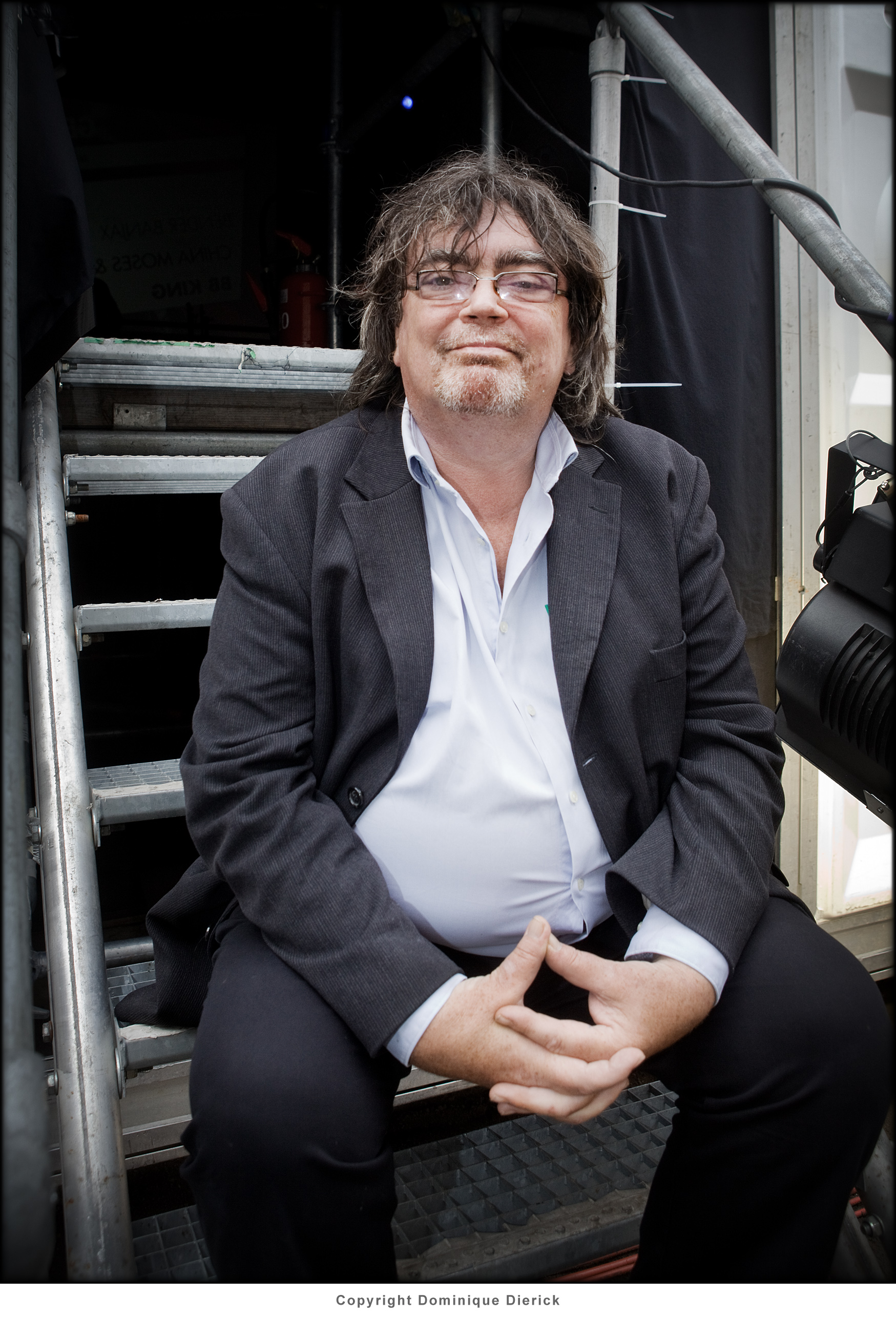